# 七月十四
七月十四，农历七月第十四天。

## 大事记
- 陽曆2010年8月23日（陰曆七月十四）於菲律賓首都馬尼拉黎剎公園發生人質挾持事件，造成九死九傷慘劇。

## 出生
- 前任香港行政長官梁振英（1954年8月12日出生）

## 逝世
- 东晋孝武帝宁康元年七月十四，桓温。

## 节假日和习俗
- 中元節
- 盂蘭節
- 田了節，東莞麻涌鎮諸鄉以七月十四日為田了節，兒童爭吹蘆管以慶，謂之吹田了，以是時早稻始獲也。（見南越筆記。

## 其他内容
- 十斋日